# Thomas Walker Horsfield
Thomas Walker Horsfield FSA (〰 2. Dezember 1792 in Sheffield, Yorkshire; † 26. August 1837 in Chowbent, Lancashire) war ein englischer nonkonformistischer Geistlicher, Topograf und Historiker, der vor allem für seine regionalgeschichtlichen Werke The History and Antiquities of Lewes and its vicinity (1824–1827) und The History, Antiquities and Topography of the County of Sussex (1835) bekannt wurde.

## Leben

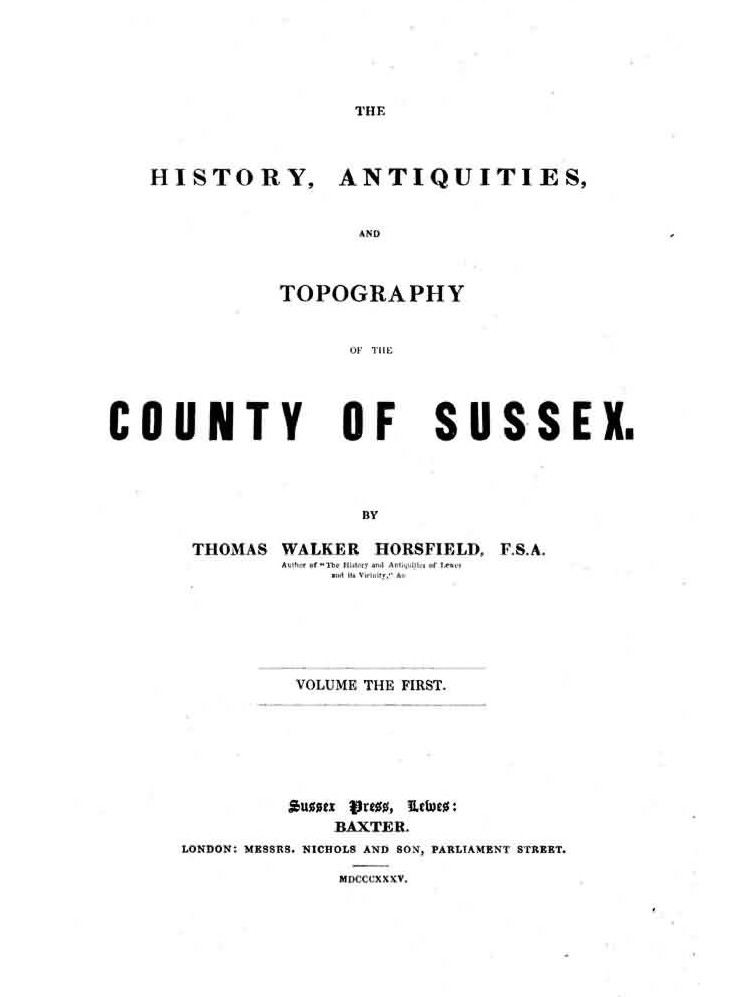
The History, Antiquities and Topography of the County of Sussex

Thomas Walker Horsfield war das älteste von sechs Kindern von James Horsfield und Ann Hewett, die am 29. Juli 1790 in der St. Peter’s Cathedral in Sheffield, Yorkshire, geheiratet hatten. Er war Reverend an der Westgate Chapel in Lewes und wechselte später vom Presbyterianismus zum Unitarismus. Seine Amtspflichten ließen ihm auch Zeit, Schüler zu unterrichten. Im Jahr 1835 wurde Horsfield als Nachfolger von Benjamin Rigby Davis zum presbyterianischen Reverend an der Chowbent Chapel in Atherton, Lancashire, ernannt. Er starb dort am 26. August 1837 im Alter von 44 Jahren und hinterließ seine Frau und acht Kinder.

## Wirken
Horsfield stellte von 1824 bis 1827 für den Herausgeber John Baxter das Werk The History and Antiquities of Lewes and its vicinity in zwei Bänden zusammen, das im Anhang auch den Essay on the Natural History of the District von Gideon Mantell enthielt. Sein 1835 ebenfalls in zwei Bänden erschienenes Werk The History, Antiquities and Topography of the County of Sussex wurde zum Standard-Nachschlagewerk für spätere Historiker der Grafschaft Sussex. Für den ersten Band, der East Sussex enthält, wurde Horsfield von dem Antiquar William Durrant Cooper (1812–1875) unterstützt. Der zweite Band über West Sussex ist im Wesentlichen eine Zusammenfassung der Geschichten von James Dallaway (1763–1834) und Edmund Cartwright (1773–1833) über die Grafschaft.

## Werke
- The History and Antiquities of Lewes and its vicinity. 2 Bde., Baxter, Lewes 1824–1827.
- The History, Antiquities and Topography of the County of Sussex. 2 Bde., Kohler & Coombes, Dorking 1835. Geschichtliches Standardwerk.